# Fouhren
Fouhren (luxembourgeois : Furen, allemand : Fuhren) est une section et un village de la commune luxembourgeoise de Tandel située dans le canton de Vianden.

## Histoire
Jusqu’à sa fusion avec la commune de Bastendorf pour former la nouvelle commune de Tandel le 1er janvier 2006, Fouhren était une commune indépendante du canton de Vianden.
Au cours de la Seconde Guerre mondiale, le 10 mai 1940 les armées allemandes envahissent simultanément les Pays-Bas, la Belgique et le Luxembourg pour affronter la France et la Grande-Bretagne. Avant le franchissement de la frontière par des troupes régulières, des unités spéciales s'introduisent aux premières heures du 10 mai pour empêcher, sans succès, le verrouillage irréversible de barrières, dont une se trouve à Fouhren comme il en était disposé sur les axes du Luxembourg susceptibles d'être empruntés par les Allemands, visant à les dissuader de le traverser.